# Campionati mondiali juniores di ginnastica ritmica 2023
I Campionati mondiali juniores di ginnastica ritmica 2023 si sono svolti a Cluj-Napoca, alla BT Arena, dal 5 al 9 luglio 2023. 

## Nazioni partecipanti
- Andorra (7)
- Armenia (4)
- Australia (10)
- Austria (1)
- Azerbaigian (7)
- Belgio (4)
- Bosnia ed Erzegovina (4)
- Bolivia (8)
- Brasile (10)
- Bulgaria (8)
- Canada (8)
- Cile (10)
- Colombia (4)
- Croazia (4)
- Cipro (8)
- Rep. Ceca (8)
- Egitto (10)
- Spagna (9)
- Estonia (6)
- Finlandia (8)
- Francia (4)
- Regno Unito (10)
- Georgia (10)
- Germania (9)
- Grecia (10)
- Ungheria (10)
- India (10)
- Israele (10)
- Italia (10)
- Giappone (10)
- Kazakistan (10)
- Corea del Sud (10)
- Lettonia (4)
- Lituania (10)
- Lussemburgo (2)
- Moldavia (4)
- Messico (7)
- Mongolia (8)
- Montenegro (2)
- Norvegia (4)
- Nuova Zelanda (4)
- Polonia (7)
- Portogallo (9)
- Romania (8)
- Sudafrica (9)
- Singapore (2)
- Slovenia (8)
- San Marino (3)
- Serbia (4)
- Svizzera (3)
- Slovacchia (8)
- Thailandia (1)
- Togo (1)
- Tunisia (2)
- Turchia (10)
- Ucraina (10)
- Stati Uniti (10)
- Uzbekistan (10)
- Venezuela (1)
- Vietnam (1)

## Podi
| Evento      | Oro | Argento | Bronzo |
| A squadre   | | | |
| Completo    | Bulgaria Individualiste Elvira Krasnobaeva Nikol Todorova Squadra Eva Emilova Vanesa Emilova Andrea Ivanova Krasimira Ivanova Gabriela Peeva Tsveteyoana Peycheva | Israele Individualiste Lian Rona Alona Tal Franco Regina Polishchuk Yael Aloni Goldblatt Squadra Shelly Elguy Elinor Gerts Kseniya Kulyk Yuval Schulman Anat Shnaider Meital Maayam Sumkin | Romania Individualiste Amalia Lică Lisa Garac Squadra Arianna Alexandru Andra Crainic Carina Crainic Andreea Nastasa Alexandra Patrascu Eva Vencu |
| Individuale | | | |
| Cerchio     | Alona Tal Franco | Amalia Lică | Anastasiya Sarantseva |
| Palla       | Elvira Krasnobaeva | Lada Pusch | Regina Polishchuk |
| Clavette    | Liliana Lewińska | Taisiia Onofriichuk | Rin Keys |
| Nastro      | Liliana Lewińska | Nikol Todorova | Mishel Nesterova |
| A gruppi    | | | |
| Completo    | Bulgaria Eva Emilova Vanesa Emilova Andrea Ivanova Krasimira Ivanova Gabriela Peeva Tsveteyoana Peycheva                                                          | Israele Shelly Elguy Elinor Gerts Kseniya Kulyk Yuval Schulman Anat Shnaider Meital Maayam Sumkin                                                                                          | Azerbaigian Madina Aslanova Ilaha Bahadirova Govhar Ibrahimova Sakinakhanim Ismayilzada Zahra Jafarova Ayan Sadigova                              |
| 5 funi      | Israele Shelly Elguy Elinor Gerts Kseniya Kulyk Yuval Schulman Anat Shnaider Meital Maayam Sumkin                                                                 | Bulgaria Eva Emilova Vanesa Emilova Andrea Ivanova Krasimira Ivanova Gabriela Peeva Tsveteyoana Peycheva                                                                                   | Azerbaigian Madina Aslanova Ilaha Bahadirova Govhar Ibrahimova Sakinakhanim Ismayilzada Zahra Jafarova Ayan Sadigova                              |
| 5 palle     | Israele Shelly Elguy Elinor Gerts Kseniya Kulyk Yuval Schulman Anat Shnaider Meital Maayam Sumkin                                                                 | Bulgaria Eva Emilova Vanesa Emilova Andrea Ivanova Krasimira Ivanova Gabriela Peeva Tsveteyoana Peycheva                                                                                   | Azerbaigian Madina Aslanova Ilaha Bahadirova Govhar Ibrahimova Sakinakhanim Ismayilzada Zahra Jafarova Ayan Sadigova                              |

## Medagliere
| Posiz. | Nazione     | Oro | Argento | Bronzo | Totale |
| ------ | ----------- | --- | ------- | ------ | ------ |
| 1      | Bulgaria    | 3   | 3       | 0      | 6      |
| 2      | Israele     | 3   | 2       | 1      | 6      |
| 3      | Polonia     | 2   | 0       | 0      | 2      |
| 4      | Romania     | 0   | 1       | 1      | 2      |
| 5      | Germania    | 0   | 1       | 0      | 1      |
| 5      | Ucraina     | 0   | 1       | 0      | 1      |
| 7      | Azerbaigian | 0   | 0       | 3      | 3      |
| 8      | Uzbekistan  | 0   | 0       | 2      | 2      |
| 9      | Stati Uniti | 0   | 0       | 1      | 1      |
| Totale | Totale      | 8   | 8       | 8      | 24     |